# Richard Byrd (atleta)
Richard Byrd (Estados Unidos, 16 de mayo de 1892-20 de junio de 1958) fue un atleta estadounidense, especialista en la prueba de lanzamiento de disco en la que llegó a ser subcampeón olímpico en 1912.

## Carrera deportiva
En los JJ. OO. de Estocolmo 1912 ganó la medalla de plata en el lanzamiento de disco, llegando hasta los 42.32 metros, tras el finlandés Armas Taipale que con 45.21 metros batió el récord olímpico, y por delante de su compatriota James Duncan (bronce con 42.28 metros).